# كورما (هندوسية)
كورما (بالإنجليزية: kurma)‏ وهو التجسد الثاني للاله فيشنو. حيث تجسد الاله فيشنو على شكل سلحفاة لينقذ الكنوز الالهية من خطر العفاريت. يعتبر الهندوس الاله كورما منقذ الكنوز والأسرار الإلهية من الفيضان وخطر الشياطين.

## قصة الاله كورما
يُروى في الاساطير الهندوسية أن فيضانا عظيما أغرق نصف العالم وكانت فرصة العفاريت والشياطين لسرقة الأسرار الإلهية وإلهام العالم للشر. فهبط الاله فيشنو على هيئة سلحفاة وانقذ الأسرار الإلهية والبراهمة من الفيضان وقام الإله فيشنو بإغراق العفاريت
التي كانت تريد سرقة الأسرار الإلهية. وبعد تلك الأحداث ظهرت لاكشمي إلهة الثروة والجمال.